# Bromopride
Il bromopride è un farmaco antagonista dopaminergico con attività procinetica, simile alla metoclopramide utilizzato come antiemetico. Sembra essere sicuro per l'uso in gravidanza.

## Struttura chimica
Il bromopride è strutturalmente molto simile alla metoclopramide, dalla quale si distingue per la presenza di un atomo di bromo al posto di un atomo di cloro.

## Indicazioni
Il bromopride è indicato per il trattamento di nausea e vomito, anche post-operatori, per la sindrome da reflusso gastroesofageo e per la preparazione a studi endoscopici e radiologici del tratto superiore dell'apparato gastrointestinale. Il produttore sostiene anche che è importante anche per il trattamento del singhiozzo e degli effetti collaterali della radioterapia.

## Effetti collaterali
Il farmaco è generalmente ben tollerato: gli effetti avversi principali sono sonnolenza e affaticamento. Può raramente causare sintomi extrapiramidali e, come la metoclopramide, può causare un'elevazione dei livelli di prolattina.